# Muzeum Sztuki w Aarhus (ARoS Aarhus Kunstmuseum)

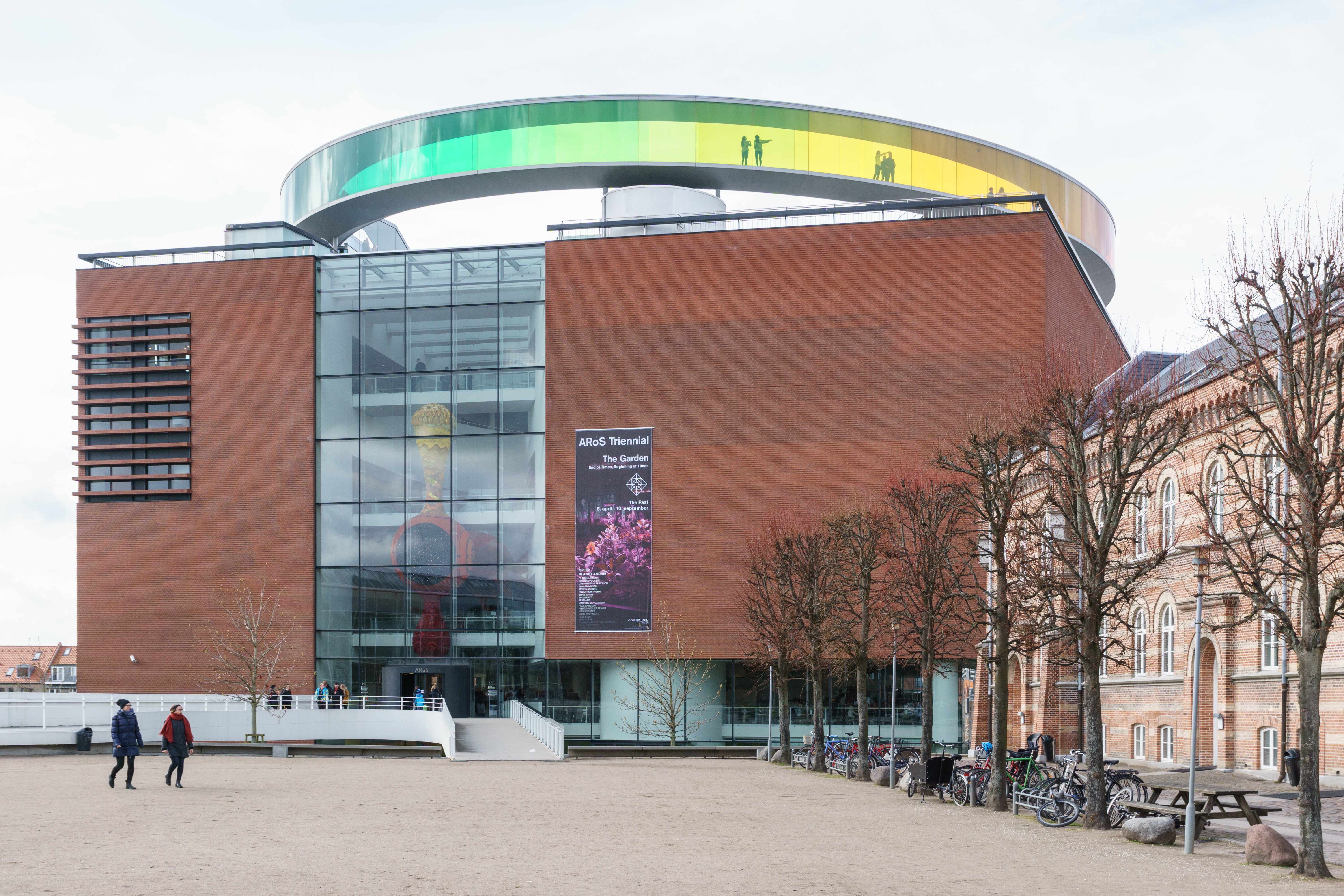
ARoS Aarhus Kunstmuseum

Muzeum Sztuki w Aarhus (ARoS Aarhus Kunstmuseum) założone w 1859 roku jest najstarszym publicznym muzeum sztuki w Danii poza Kopenhagą. 7 kwietnia 2004 roku muzeum otworzyło się w nowym, nowoczesnym, dziesięciopiętrowym budynku o łącznej powierzchni 20.700 m², zaprojektowanym przez duńską firmę architektoniczną Schmidt Hammer Lassen. ARoS jest jednym z największych muzeów sztuki w Europie Północnej; w 2017 roku odwiedziło je 980.909 osób. 6 stycznia 2009 roku Muzeum Sztuki ARoS Aarhus obchodziło jubileusz, z okazji którego zorganizowano specjalną wystawę.

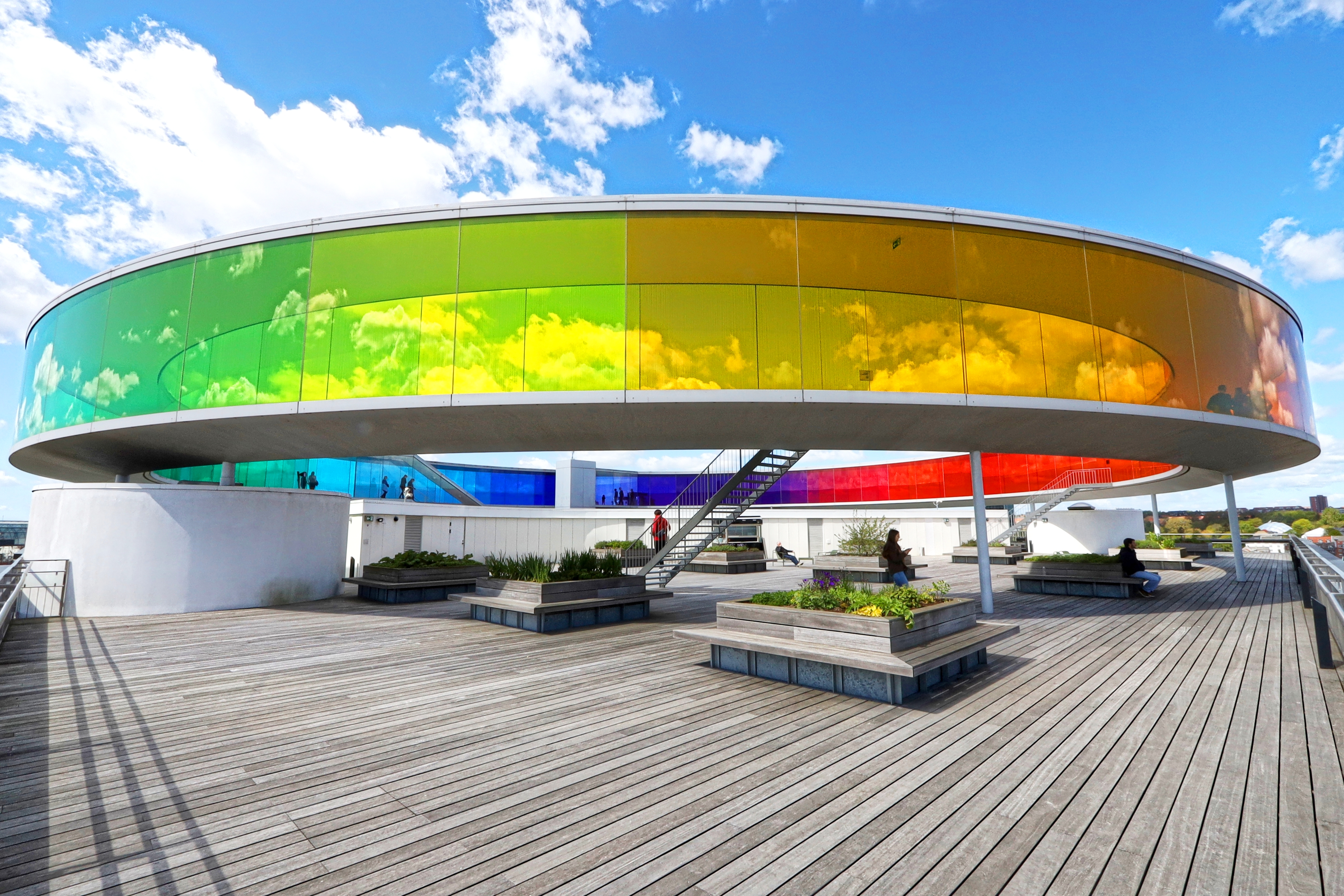

Nowa siedziba znajduje się na Aros Allé 2. Oprócz dużych galerii z zarówno stałymi, jak i tymczasowymi wystawami w budynku muzeum znajdują się sklep artystyczny i miejsca do jedzenia (kawiarnia i restauracja). Architektoniczna wizja muzeum została zakończona w 2011 roku poprzez dodanie chodnika Your rainbow panorama, instalacji artystycznej w formie ogromnej tęczy autorstwa Ólafura Elíassona. Instalacja przyczyniła się do zwiększenia liczby odwiedzających muzeum, czyniąc je drugim najczęściej odwiedzanym muzeum w Danii po słynnym Muzeum Louisiana w Humlebæk.

## Wystawy
ARoS posiada dużą kolekcję dzieł sztuki, od początku XIX wieku z okresu duńskiego Złotego Wieku po współczesność, z których wiele można zobaczyć w salach muzealnych. Oprócz tego prezentowane są dzieła duńskich i międzynarodowych artystów, takich jak Ólafur Elíasson, Bjørn Nørgaard, Ingvar Cronhammar, Frank Gehry, Paul McCarthy, Robert Rauschenberg, Michael Kvium, H. C. Andersen, Bill Viola i Wim Wenders. W dzisiejszym budynku pierwsze wystawy tematyczne prezentowały szereg głównych prac artystów pop, takich jak Andy Warhol i Roy Lichtenstein.

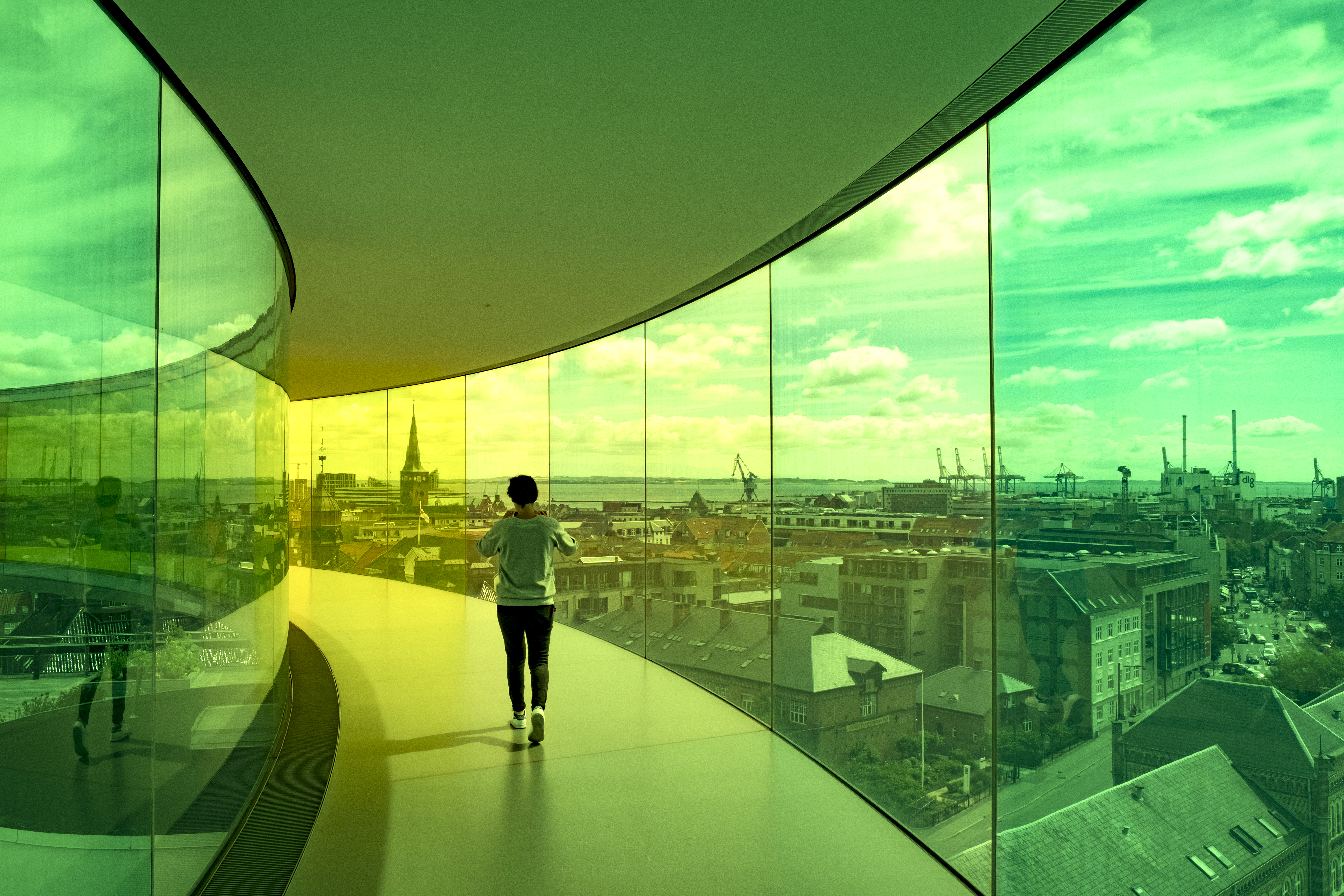
Widok ze środka tęczowej instalacji

Na szczególną uwagę zasługuje specjalna galeria o nazwie 9 Przestrzeni (nawiązująca do 9 kręgów piekielnych z Boskiej Komedii Dantego), w której prezentowane są dzieła Jamesa Turrella, Shirin Neshat i Olafura Eliassona. Ściany pokoi są pomalowane na czarno, w przeciwieństwie do rześkiej bieli na zewnątrz, gdzie po wejściu na taras odwiedzający doświadczają boskiego światła niczym po wyjściu z piekła. Dzięki tym aranżacjom muzeum odbywa „podróż” z piekła do raju. Ten ruch jest dodatkowo wzmocniony obecnością spiralnych schodów, nawiązujących do ścieżek pomiędzy 9 Kręgami Piekła. Kolorowa tęcza na dachu muzeum, gigantyczna instalacja artystyczna Your rainbow panorama, symbolizuje raj i kres wędrówki. Instalacja kosztowała 10,7 miliona dolarów i była sponsorowana przez Fundację Realdania. Spacerując w 150 metrowej tęczy można oglądać panoramę miasta.

## Historia

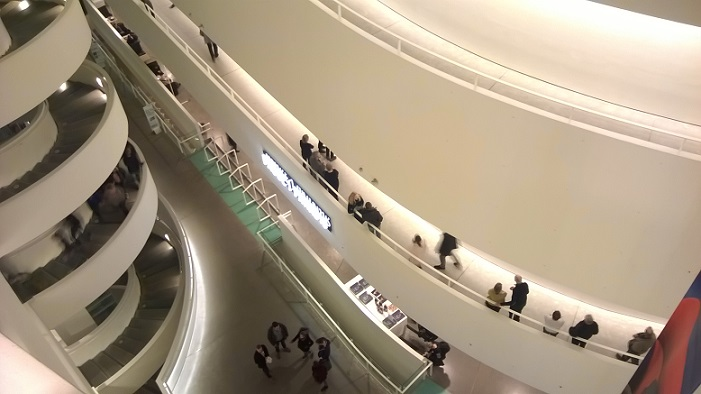
Kręcone schody

Muzeum zostało założone w 1859 roku i jest jednym z najstarszych publicznym muzeum sztuki w Danii. Pierwsza wystawa publiczna odbyła się 6 stycznia 1859 roku w starym ratuszu w Aarhus, przy katedrze, gdzie mieści się Muzeum Kobiet. Ten budynek jest czwartą lokalizacją Muzeum Sztuki.

## Nazwa
Nazwa „ARoS” nawiązuje do pierwotnej staroduńskiej nazwy miasta Aarhus, Àros, a wielkie litery odnoszą się do słowa ars, które znaczy po łacinie sztuka.